# Dwór w Książnicy
Dwór w Książnicy – zabytkowy dwór wybudowany w  XVIII w., w miejscowości Książnica.

## Historia
Barokowy, dwuskrzydłowy zabytek, zwieńczony czterospadowym, łamanych dachem jest częścią zespołu dworskiego, w skład którego wchodzą jeszcze: park krajobrazowy z XVIII/XIX w., dziedziniec gospodarczy ze stajnią z XVIII w.